# Diaula
Diaula es el nombre que daban los antiguos griegos y romanos a la flauta doble (tibia biforis), en contraposición a la flauta sencilla llamada monaula. La palabra tiene su origen en el griego dis (dos) y aulos (flauta).
Por extensión se llamaba también Diaula a la música propia para tocarse con este instrumento de viento.